# Blow (Straitjacket Fits)
Blow è il terzo album in studio long playing del gruppo musicale neozelandese Straitjacket Fits, pubblicato nel 1993 dalla Flying Nun Records in Nuova Zelanda e nel Regno Unito e dalla Arista Records in Canada e negli Stati Uniti d'America. Versioni precedenti dei brani "Done" e "Spacing" erano state già pubblicate in Nuova Zelanda sull'EP Done nel 1992. La versione pubblicata negli USA include un brano in più, "Sycamore", che in Nuova Zelanda è stato pubblicato come lato B del primo singolo dell'album "Cat Inna Can"; altro singolo dell'album fu "If I Were You".

## Tracce
Testi e musiche di Shayne Carter/John Collie/Straitjacket Fits.
1. Done – 3:18
2. Falling – 3:35
3. Brother's Keeper – 3:24
4. Cat Inna Can – 3:52
5. Burn It Up – 3:55
6. Joyride – 3:28
7. Train – 3:43
8. Let It Blow – 3:51
9. If I Were You – 3:58
10. Turn – 3:14
11. Way – 3:53
12. Spacing – 3:25

## Formazione
- David Wood (basso)
- John Collie (batteria)
- Mark Petersen (chitarra)
- Shayne Carter (chitarra, voce)